# Muchammad Abdulkadyrowitsch Dandamajew
Muchammad Abdulkadyrowitsch Dandamajew (russisch Мухаммад Абдулкадырович Дандамаев; * 2. September 1928 in Untschukatl, Rajon Laken, Dagestanische ASSR; † 28. August 2017) war ein russischer Assyriologe und Iranologe. Er war Forschungsdirektor am Institut für Orientwissenschaften an der Russischen Akademie der Wissenschaften in St. Petersburg.

## Werdegang
Muchammad Dandamajew studierte von 1948 bis 1952 an der Fakultät für Geschichtswissenschaften am staatlichen pädagogischen Institut in Leningrad (heute St. Petersburg) und von 1954 bis 1958 am Institut für Geschichtswissenschaften an der Russischen Akademie der Wissenschaften in Moskau. 1959 promovierte er über die Behistun-Inschrift als Quelle für die Regierungszeit Dareios’ I. Von 1959 bis 1965 war er Juniorforscher am Institut für Orientwissenschaften der Russischen Akademie der Wissenschaften in Leningrad; von 1966 bis 1997 Seniorforscher und Dekan der Fakultät für Altorientalische Studien. 1975 habilitierte er sich mit einer Arbeit über Sklaverei in Babylonien. Seit 1997 war er Forschungsdirektor des Institutes und korrespondierendes Mitglied der Russischen Akademie der Wissenschaften.
1976 erhielt Dandamajew den Ghirshman-Preis der Académie des Inscriptions et Belles-Lettres in Paris und 1987 den Staatspreis der UdSSR. Er war u. a. Gastprofessor an den Universitäten von London, Oxford, Genf, Zürich, Haifa, Columbia, Chicago und New York.

## Veröffentlichungen (Auswahl)
- Persien unter den ersten Achämeniden (6. Jahrhundert v. Chr.) (1976)
- Slavery in Babylonia from Nabopolassar to Alexander the Great (626-331 B.C.) (1984)
- mit V. G. Lukonin: The Culture and Social Institutions of Ancient Iran (1989)
- A Political History of the Achaemenid Empire (1989)
- Iranians in Achaemenid Babylonia (1992)